# Онван
Онван (фр. Anvin) насеље је и општина у североисточној Француској у региону Север-Па д Кале, у департману Па де Кале која припада префектури Арас.
По подацима из 2011. године у општини је живело 780 становника, а густина насељености је износила 99,62 становника/km². Општина се простире на површини од 7,83 km². Налази се на средњој надморској висини од 60 метара (максималној 150 m, а минималној 51 m).

## Демографија
| 1962. | 1968. | 1975. | 1982. | 1990. | 1999. | 2011. |
| ----- | ----- | ----- | ----- | ----- | ----- | ----- |
| 604   | 615   | 587   | 639   | 666   | 741   | 780   |

График промене броја становника у току последњих година